# Epimecis cineraria
Epimecis cineraria är en fjärilsart som beskrevs av Martyn 1797. Epimecis cineraria ingår i släktet Epimecis och familjen mätare. Inga underarter finns listade i Catalogue of Life.